# II. Róbert normandiai herceg
II. Róbert, közkeletű nevén Rövidnadrágú Róbert (angolul: Robert Curthose, franciául: Robert Courteheuse; Normandia, 1051/1054 – Cardiff, 1134. február 10.) normandiai herceg 1087-től 1106-ig. Gyengekezű uralkodóként ismert, aki részt vett az első keresztes hadjáratban.

## Élete
Róbert I. Vilmos angol király legidősebb fiaként született, és még gyermekkorában elismerték édesapja utódaként Normandiában. Két ízben is fellázadt Vilmos ellen (1077–1078, 1082–1083), ezért itáliai száműzetésbe kényszerült. Csak 1087-ben, édesapja halála után térhetett vissza Normandiába. Gyenge akaratú uralkodóként képtelen volt féken tartani a normandiai lázongó hűbérurakat, és nem tudta kiépíteni a központi hatalmat. Öccse, az Angliát öröklő Vilmos 1091-ben megtámadta Normandiát, és Róbert két grófságot kénytelen volt átengedni neki. 1094-ben Vilmos ismét megtámadta fivérét, és a békekötéskor megvásárolta Normandiát Róberttől.
Az első keresztes hadjárat elindításakor Róbert is csatlakozott a keresztesekhez. 1097-ben részt vett a dorylaeumi harcokban, 1099-ben Jeruzsálem bevételében, illetve az askelóni győzelemben. 1100-ban meghalt II. Vilmos, és Róbert másik testvére, Henrik lett Anglia királya. Az akkor épp Itáliában tartózkodó Róbert hazasietett, hogy megtámadja Angliát, de vállalkozása sikertelennek bizonyult. Válaszul Henrik is támadást intézett Normandia ellen 1105–1106-ban, lerohanva a hercegséget. Róbert 1106. szeptember 28-án fivére fogságába került. Henrik a walesi Cardiff várába záratta, ahol Róbert még közel három évtizedet évet élt. 80 éves kora fölött járt halálakor.

## Családja
Róbert későn nősült meg, felesége Sybille de Conversano volt. Egy gyermekük született:
- Clito Vilmos (Guillaume Cliton, 1102. október 25. – 1128. július 28.), aki 1127-től 1128-ig I. Vilmos néven Flandria grófja volt.